# Progress 38
Progress 38 (ryska: Прогресс-38) var en sovjetisk obemannad rymdfarkost som levererade förnödenheter, syre, vatten och bränsle till den då sovjetiska rymdstationen Mir. Den sköts upp med en Sojuz-U2-raket, från Kosmodromen i Bajkonur den 9 september 1988 och dockade med Mir den 12 september.
Farkosten lämnade rymdstationen den 23 november 1988 och brann upp i jordens atmosfär några timmar senare.

### Fotnoter
1. ↑  ”NASA Space Science Data Coordinated Archive” (på engelska). NASA. https://nssdc.gsfc.nasa.gov/nmc/spacecraft/display.action?id=1988-083A. Läst 1 mars 2020.
2. ↑  Manned Astronautics - Figures & Facts Arkiverad 9 oktober 2007 hämtat från the Wayback Machine., läst 15 juli 2016.